# Constant Serrure
Constant-Philippe Serrure (Antwerpen, 22 september 1805 - Moortsele, 6 april 1872) was een Belgisch historicus, numismaat, bibliofiel en filoloog.

## Levensloop
Constant-Philippe Serrure was de zoon van de uit Aat afkomstige diamantair Pierre-François Serrure en van Jeanne-Pétronille van der Schrieck. Hijzelf trouwde in 1834 met Mathilde Van Damme.

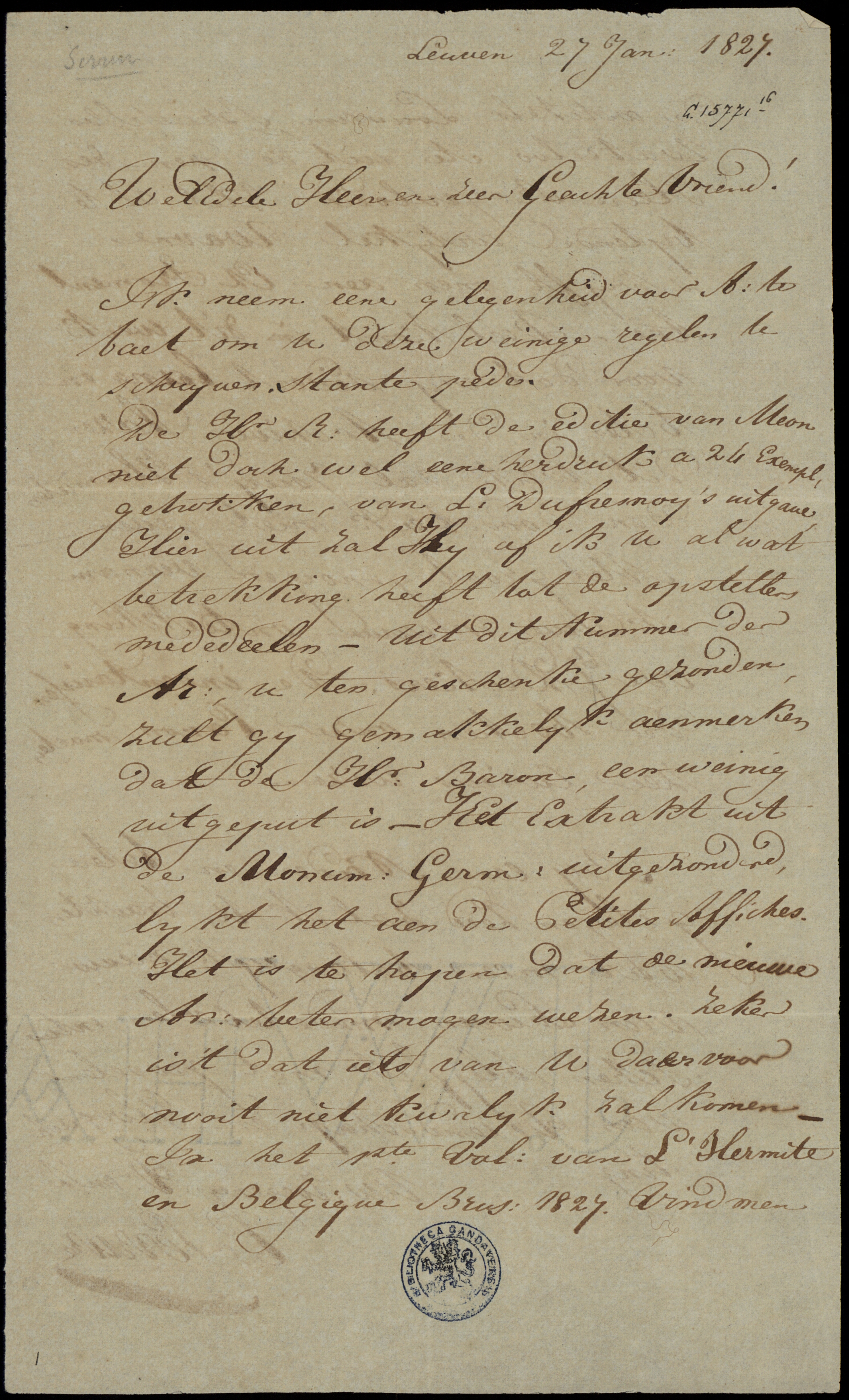
Brief van Serrure aan Jan Frans Willems (1827)

Hij doorliep de humaniora aan het atheneum van Antwerpen en was daarna zes maanden klerk bij Jan Frans Willems die bij hem de belangstelling voor oude Middelnederlandse teksten opwekte. Van 1826 tot 1831 studeerde hij rechten aan de Rijksuniversiteit Leuven en verbleef er op 'kot' bij de ouders van Sylvain Van de Weyer, terwijl een zoon Van de Weyer bij de ouders Serrure verbleef. Hij hielp de bibliothecaris van de universiteitsbibliotheek in het ordenen van de oude boeken en manuscripten. Hij stichtte er ook een 'Leuvense Studenten Maatschappij' (1827), die de 'Leuvensche Studenten Almanack' uitgaf. Vanaf die tijd begon hij ook aan zijn muntencollectie, die internationale vermaardheid zou verwerven. In 1828 stelde de jonge man een merkwaardige veilingscatalogus op (3535 nummers) voor de collectie Du Bois de Vroyland.
Gedurende enkele maanden was hij advocaat in Antwerpen. Van 1833 tot 1835, benoemd op aandringen van Warnkoenig, was hij provinciaal archivaris voor Oost-Vlaanderen en mededirecteur van de Messager des sciences historiques. In 1834 stichtte hij met Philip Blommaert en Snellaert de Nederlandsche Letteroefeningen.
In 1839 was hij medestichter van de Maetschappij der Vlaemsche Bibliophilen en verzorgde in de loop van de volgende jaren twaalf literaire en historische tekstuitgaven. De bibliofilie was een van zijn belangrijke interesses. Hij deed ontdekkingen wat betreft oude boeken en hij interesseerde zich aan de geschiedenis van vroege drukkers. Hij verleende geen medewerking aan het Belgisch Museum van Jan Frans Willems, met wie hij wat wrijvingen had. Hij was nochtans een van de stichters van het Willemsfonds (1851). Hij nam praktisch alleen de redactie waar van het Vaderlandsch Museum voor Nederduitsche letterkunde, oudheden en geschiedenis (1855-1863) en publiceerde daarin veel onbekende Middeleeuwse teksten, onder meer het bijna volledige Handschrift Van Hulthem. Hij nam deel aan de Nederlandse Taalcongressen in Gent (1849), Brugge (1862) en Gent (1867).
Serrure was bestuurslid van het Genootschap voor Geschiedenis te Brugge van 1843 tot ca. 1855. In Gent nam hij deel aan het voornamelijk liberaal gekleurde Vlaams verenigingsleven: Willemsfonds, 'Vlaemsch Gezelschap', 'De Tael is gansch het Volk' (hij was een van de stichters) en 'De Fonteine'. Vooral deze enige overgebleven Gentse Kamer van Rhetorica interesseerde hem zeer en hij werd er de voorzitter van. Bij verschillende gelegenheden (onder meer uitvaart J. Fr. Willems in 1846, inhuldiging monument Willems op het 'Campo santo' in 1848 en bij de viering van de vierhonderdste verjaardag van de Fonteinisten) nam hij het woord in hun naam.

## Aan de Universiteit
In 1836 werd Serrure hoogleraar in Gent voor de geschiedenis van de middeleeuwen en van België, zeer waarschijnlijk dankzij de steun van Sylvain van de Weyer. Van 1850 tot 1854 was hij decaan van de faculteit wijsbegeerte en letteren. Van 1854 tot 1864 doceerde hij Nederlandse taal en letterkunde, meer bepaald het taalkundig en oud literair deel ervan.
Van 1855 tot 1857 was hij rector van de Gentse universiteit. Het werd een bewogen rectoraat, tijdens hetwelk filosofische en godsdienstige tegenstellingen zich lieten gelden en Serrure niet diplomatisch genoeg bleek om de plooien glad te strijken.
Daarna wijdde hij zich volledig aan zijn historisch werk, ook al bleef hij nog doceren tot aan zijn emeritaat in 1871. Hij interesseerde zich onder meer aan de dialecten.

## Numismaat
Serrure was een van de eersten om zich op een wetenschappelijke manier te interesseren voor middeleeuwse muntstukken. Hij was in 1842 een van de stichters van de 'Société belge de numismatique' en werd lid van gelijkaardige verenigingen in Londen, Berlijn en Sint-Petersburg.
Meestal verbleef hij op zijn buitengoed in Moortsele waar hij ook stierf. Zijn vriend Snellaert stond aan zijn doodsbed. De verkoop van zijn boeken en muntenverzameling werden evenementen van internationale allure. Op het einde van zijn leven verkocht hij zijn collectie munten en medailles. Er waren niet minder dan vijf veilingen nodig om de uitgebreide verzameling te verspreiden. De catalogi waren uiteraard door Serrure zelf opgesteld. Na zijn dood werd, wat overbleef van zijn verzameling munten, evenals zijn bibliotheek, geveild. Er waren niet minder dan veertien veilingen nodig om alles te verkopen.

## Drie Serrures
Serrure wordt meestal vermeld als 'Constant P. Serrure', om hem te onderscheiden van zijn zoon 'Constant A. Serrure' of Constant-Antoine (1835-1898) en van zijn kleinzoon 'Raymond-Constant Serrure' (1862-1899), allebei internationaal bekende numismaten. Zoon en kleinzoon kregen net zoals Constant P. uitgebreide notities in de Biographie nationale de Belgique. Voor de kleinzoon werd vermeld dat dit gebeurde omwille van zijn wetenschappelijke waarde en 'malgré les désordres de sa vie privée'.

## Publicaties

### Historisch, numismatisch en oudheidkundig onderzoek
- Jan Jozef Raepsaet, Description de médailles et jetons relatifs à l'histoire de Belgique, Gent, 1838 (uitgegeven door Serrure).
- Victor Gaillard, Recherches sur les monnaies des comtes de Flandre, Gent, 1852-1857 (werk voltooid door Serrure).
- Jan van Havre, heer van Walle, beschouwd als latijnsch dichter, als ambtenaer en als voornaem weldoener en begiftiger van de arme scholen der Stad Gent, Gent, 1861.
- Notice sur un tableau du XVe siècle, provenant de l'église de St-Bavon, à Gand, Gent, 1862.
- Engelbert II, comte de Nassau, lieutenant général de Maximilien et de Philippe le Beau aux Pays-Bas, Gent, 1862.
- Graf- en gedenkschriften van Oost-Vlaanderen. Destelbergen, 1863; Gontrode, 1867; Gysenzeele, 1867; Lemberge, 1869; Melden, 1870.

### Tekstedities
- (samen met Auguste Voisin), Le Livre de Baudoyn, comte de Flandre, suivi de fragments du roman de Trasignyes, Brussel, 1836.
- Cartulaire de St-Bavon à Gand, 1836-1838 (onvoltooid).
- Dagverhael van den oproer te Antwerpen, in 1659, Gent, 1839.
- (samen met Philip Blommaert), Kronyk van Vlaenderen van 580 tot 1467, Gent, 1839, 2 vol.[1]
- Voyages et ambassades de messire Guillebert de Lannoy, chevalier de la Toison d'or, (...), Bergen, 1840.
- Dystorie van Saladine, Gent, 1848.
- Dit syn de coren van de stad Antwerpen, Gent, 1872.
- (samen met Philip Blommaert), De Grimbergsche Oorlog, ridderdicht uit de XIVe eeuw, Gent, 1875, 2 vol.[2]
- Van Hamulus, een schoene comédie, daer in begrepen wordt hoe in de ligt des doots der mensche alle geschapen dinghen verlaten dan alicene die dueclit, die blyft by hem, vermeerdert ende ghebetert ende is zeer schoon ende genuechlijk om lesen, Gent, 1857.
- Arx Virtutis sive de vera animi tranquilitate satyroe tres auctore Joanne Van Havre Wullaei toparcha (...), Gent, 1857.
- Baghynken van Parys, oock is hier by ghedaen die wyse leeringe die Catho zynen sone leerde, Gent, 1860.
- Lambertus Goetman, De Spiegel der Jongers, Gent, 1860.
- Dat dyalogus of twistsprake tusschen den wisen coninck Salomon ende Marcophus, Gent, 1861.
- De Weerbare mannen van het land van Waes in 1480, 1552 en 1558, Gent, 1861.
- Tafereelen uit het leven van Jesus, een handschrift van de XVe eeuw, Gent, 1863.
- Gedichten van Claude De Clerck (1618-1640), Gent, 1869.
- Het leven van pater Petrus-Thomas van Hamme, missionaris in Mexico en China, Gent, 1871.
- Keukenboek, uitgegeven naar een handschrift der XVe eeuw, Gent, 1872.

### Catalogi
- Catalogue du cabinet de médailles et de monnaies du baron Du Bois de Vroyland, Antwerpen, 1828.
- Catalogue des livres de Richard Heber, Gent, 1835.
- Le cabinet monétaire de Son Altesse le Prince de Ligne, Gent, 1847.
- Catalogue d'une belle collection de médailles et monnaies dont la vente aura lieu le 30 janvier 1854, Gent, 1854 (Serrure stelde haast alle catalogi voor numismatische veilingen Ferd. Verhulst op).
- Catalogue de tableaux, gravures de la collection Everaerd de Geelhand, Gent, 1854.
- (samen met Jean-Baptiste Moyson), Catalogue de livres de la vente du 18 mai 1854, Gent, 1854.
- Catalogue d'une superbe collection de médailles et jetons relatifs à l'histoire des Pays-Bas, Gent, 1854.
- Catalogue des médailles et monnaies de la collection de Madame Van de Woestyne, Gent, 1856.
- Catalogue des médailles et jetons de la collection de De Wismes, Gent, 1857.

- Catalogue d'une belle collection de médailles, Gent, 1863.
- Catalogue des antiquités des collections du comte de Renesse-Breidbach, 1863 & 1864.
- Catalogue des médailles et sceaux des collections du comte de Renesse-Breidbach, 1863.
- Catalogue des médailles romaines des collections du comte de Renesse-Breidbach, 1863, 1864 & 1865.
- Catalogue des livres de la bibliothèque du comte de Renesse-Breidbach, 1864.
- Catalogue d'une superbe collection de médailles et monnaies de Flandre, formée par un amateur distingué dont la vente aura lieu le 16 juin 1869, Doornik, Casterman.
- Catalogue d'une magnifique collection de monnaies de Flandre, formée par un amateur distingué dont la vente aura lieu le 14 juillet 1869, Doornik, Casterman.
- Catalogue d'une belle collection de monnaies et médailles, formée par un amateur distingué dont la vente aura lieu le 7 mars 1870, Doornik, Casterman.
- Catalogue d'une très belle collection de monnaies de Flandre, formée par un amateur distingué dont la vente aura lieu le 19 mai 1870, Doornik, Casterman.
- Catalogue d'une très belle collection de monnaies de Flandre, formée par un amateur distingué dont la vente aura lieu le 29 juillet 1870, Doornik, Casterman.

### Gelegenheidsteksten
- Lijkrede uitgesproken op het graf van J. Fr. Willems, Gent, 1846.
- Redevoering uitgesproken op de plechtige zitting van 27 Juni 1848 der 400-jarige feestviering der Fonteinisten, Gent, 1848.
- Notice sur V.-M.-L. Gaillard, Gent, 1856.

### Artikels in tijdschriften
Serrure publiceerde in vele tijdschriften, waaronder:
- Annales du bibliophile belge et hollandais
- Anzeiger für Kunde des deutschen Mittelalters
- Belgische Muzenalmanak
- Bulletin de l'Académie royale de Belgique
- Bulletin du bibliophile belge
- De Eendragt
- Institut historique de Paris
- Kunst- en Letterblad
- Leesmuseum
- Leuvensche Studentenalmanak
- Messager des sciences historiques
- De Middelaer
- Nederduitsche letteroefeningen
- Revue de Bruxelles
- Revue de la numismatique belge
- Revue de numismatique
- Vaderlandsch Museum voor Nederduitsche letterkunde, oudheid en geschiedenis
- De Vlaemsche School